# Takashi Kitano
Takashi Kitano (北野 貴之 Kitano Takashi?, nacido el 4 de octubre de 1982 en Hokkaido) es un futbolista japonés que se desempeña como guardameta.

## Trayectoria

### Clubes
| Club                | País  | Año         |
| ------------------- | ----- | ----------- |
| Albirex Niigata     | Japón | 2003 - 2009 |
| Omiya Ardija        | Japón | 2010 - 2014 |
| Cerezo Osaka        | Japón | 2015 - 2016 |
| Cerezo Osaka sub-23 | Japón | 2016        |
| Yokohama FC         | Japón | 2017        |
| Gainare Tottori     | Japón | 2018 -      |

## Estadística de carrera

### J. League
| Club                | Año   | J. League | J. League | Copa J. League | Copa J. League | Total | Total |
| Club                | Año   | Part.     | Goles     | Part.          | Goles          | Part. | Goles |
| ------------------- | ----- | --------- | --------- | -------------- | -------------- | ----- | ----- |
| Albirex Niigata     | 2003  | 0         | 0         | -              | -              | 0     | 0     |
| Albirex Niigata     | 2004  | 0         | 0         | 0              | 0              | 0     | 0     |
| Albirex Niigata     | 2005  | 0         | 0         | 0              | 0              | 0     | 0     |
| Albirex Niigata     | 2006  | 24        | 0         | 4              | 0              | 28    | 0     |
| Albirex Niigata     | 2007  | 34        | 0         | 6              | 0              | 40    | 0     |
| Albirex Niigata     | 2008  | 32        | 0         | 4              | 0              | 36    | 0     |
| Albirex Niigata     | 2009  | 34        | 0         | 4              | 0              | 38    | 0     |
| Omiya Ardija        | 2010  | 34        | 0         | 4              | 0              | 38    | 0     |
| Omiya Ardija        | 2011  | 34        | 0         | 0              | 0              | 34    | 0     |
| Omiya Ardija        | 2012  | 24        | 0         | 2              | 0              | 26    | 0     |
| Omiya Ardija        | 2013  | 27        | 0         | 4              | 0              | 31    | 0     |
| Omiya Ardija        | 2014  | 15        | 0         | 1              | 0              | 16    | 0     |
| Cerezo Osaka        | 2015  | 0         | 0         | -              | -              | 0     | 0     |
| Cerezo Osaka        | 2016  | 0         | 0         | -              | -              | 0     | 0     |
| Cerezo Osaka sub-23 | 2016  | 7         | 0         | -              | -              | 7     | 0     |
| Yokohama FC         | 2017  | 0         | 0         | -              | -              | 0     | 0     |
| Total               | Total | 265       | 0         | 29             | 0              | 294   | 0     |